# Myzorrhiza californica
Myzorrhiza californica là loài thực vật có hoa thuộc họ Cỏ chổi. Loài này được (Cham. & Schltdl.) Rydb. mô tả khoa học đầu tiên.